# Perșokosteantînivka, Ceaplînka
Perșokosteantînivka (în ucraineană Першокостянтинівка) este o comună în raionul Ceaplînka, regiunea Herson, Ucraina, formată numai din satul de reședință.

## Demografie
Componența lingvistică a comunei Perșokosteantînivka
     Ucraineană (93,75%)
     Rusă (6,11%)
     Alte limbi (0,07%)
Conform recensământului din 2001, majoritatea populației comunei Perșokosteantînivka era vorbitoare de ucraineană (93,75%), existând în minoritate și vorbitori de rusă (6,11%).